# Clastoptera scutellata
Clastoptera scutellata är en insektsart som beskrevs av Ernst Friedrich Germar 1839. Clastoptera scutellata ingår i släktet Clastoptera och familjen Clastopteridae. Inga underarter finns listade i Catalogue of Life.